# Matronàlia
Les Matronàlia (en llatí Matronalia o Matronales feriae, literalment 'Festes Matronals') eren, a l'antiga Roma unes festes celebrades l'1 de març, el dia que començava l'any, en honor de Lucina la deessa dels parts, (o a Juno Lucina, Juno, la que porta els nens a la llum) i de la maternitat (mater vol dir 'mare'), i també de les dones en general. Tradicionalment es pensava que la festa la va instituir Ròmul. Representava la puresa de l'antiga vida romana i la santedat del lligam matrimonial. Per això només la celebraven les dones casades i les donzelles, explica Aulus Gel·li, i diu que la festa es va establir per una llei de Numa Pompili. Segons Ovidi l'origen de la festa es remuntava als inicis de la fundació de Roma, per commemorar la memòria de la pau entre romans i sabins, aconseguida per mitjà de les dones sabines. També commemorava la consagració del temple de Juno a l'Esquilí, feta l'any 375 aC, segons diu Plini el Vell.
Aquell dia, les dones participaven en els rituals al temple, encara que no se n'han conservat els detalls, només que portaven els cabells sense pentinar, quan normalment les dones no podien sortir de casa despentinades. Tampoc no se les permetia portar cinturons. o cenyir-se la roba.
Es feia una ofrena a les cases de les dones casades, i també pregàries perquè la vida matrimonial fos feliç. Segons Horaci els solters i les solteres no hi podien participar Durant aquell dia, les esposes rebien regals dels seus marits, segons Suetoni i Plaute, i oferien un banquet a les seves esclaves, tal com els seus marits n'oferien un als esclaus masculins a les Saturnals. Per això se les anomenava les Saturnalia de les dones. Les noies també rebien, almenys en èpoques posteriors, regals dels seus amants, que potser és la raó per la qual Marcial parla d'aquell dia com si fos consagrat a Venus.